# Himerois periphaea
Himerois periphaea là một loài bướm đêm trong họ Noctuidae.